# エーリヒ・ハルトマン
エーリヒ・アルフレート・ハルトマン（Erich Alfred "Bubi" Hartmann, 1922年4月19日 - 1993年9月20日）は、ドイツ空軍の軍人。第二次世界大戦時のドイツ空軍のトップ・エースであり、空中戦での撃墜機数は戦史上最多である。
独ソ戦において、撃墜スコアを重ね、1944年8月25日に前人未踏の300機撃墜を達成した。総出撃回数1405回、うち825回の戦闘機会において最終撃墜数352機、被撃墜16回。敗戦後、ソビエト連邦での抑留を経て、1956年にドイツ連邦共和国で空軍に入隊し現役復帰。官職を歴任していたがF-104導入問題で上層部と対立し、1970年に名誉少将で退役させられた。
乗機Bf 109G-4/R6の機首に黒いチューリップ風のマーキングをしていたため、ソ連空軍から「黒い悪魔」と恐れられた。

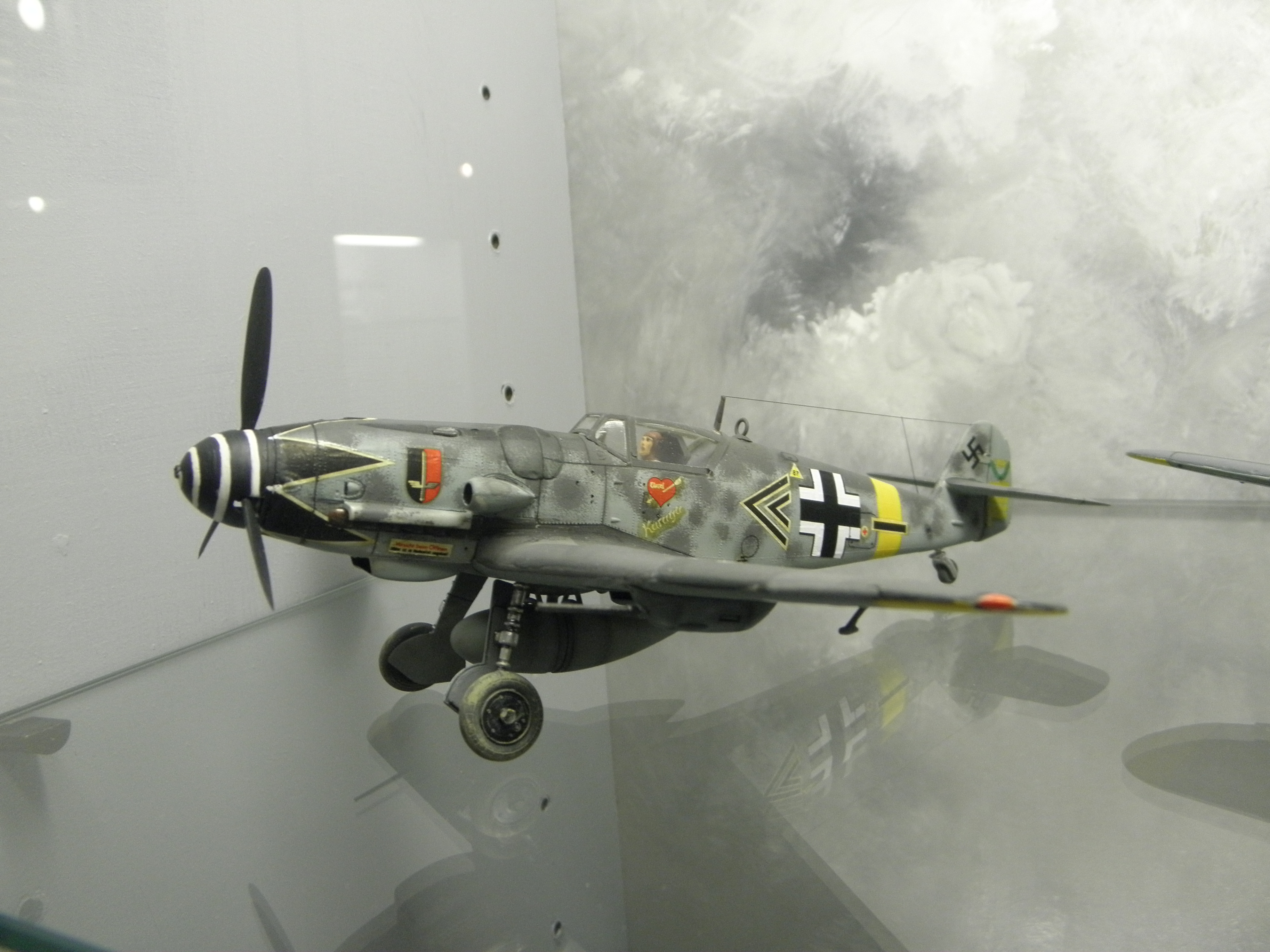
ハルトマンの乗機模型

## 生涯

### 入隊まで
ドイツ南部のヴュルテンベルク州ヴァイスザッハに医者の息子として生まれる。第一次世界大戦敗戦後の貧困を避け、医師である父親は中国に渡って開業したため、湘江を臨む地で1929年（7歳）にその地で外国人排斥暴動がおこるまで生活した。帰国後はヴァイル近郊に住んだ。ハルトマンは飛行機好きの少年として成長したが、母親が趣味で小型機スポーツ機の操縦をはじめたため、飛行機も飛行も身近な存在となった。1936年母親がグライダークラブを設立し、ハルトマンも14歳でグライダーのライセンスを取得、1937年にはヒトラー・ユーゲントのグライダーグループの有資格教官となった。ロートヴァイルの高校の軍隊的な規律を嫌ってコルンタールにある高校に転校し、生涯をともにする女性ウルスラ・ペーチュ（Ursula Paetsch、1924年生）と知り合う（一目惚れしたといい、戦争中に結婚する。その後長いソ連での抑留生活の中で精神的な支えとなった）。自由人であり、積極的な性格であった。また正義感が強く、それは後に戦友や市民を捨てて安全地帯へ撤退せよとの命令を拒絶させてソ連抑留の原因とさえなった。

### 入隊から初陣まで
1940年10月、18歳で空軍に入隊。教育期間中にBf109Dの機銃による標的射撃訓練で50発中24発を命中させるという優れた射撃技術を見せたが、軍隊の規律にはなじめず、衝動的な性格とされ、昇進が当初遅れがちであった。
1942年10月に東部戦線の第52戦闘航空団（JG52）へ配属され、以後、敗戦までほとんどの期間をこの部隊に所属して主にソ連軍との最前線での戦闘に明け暮れた。JG52の新人ハルトマン少尉は、まず第III飛行隊第7中隊のベテラン・パイロット、エドムント・ロスマン曹長（93機撃墜）の2番機に組み入れられた。初出撃は、1942年10月14日で、その際に空中戦も経験している。しかしいざ戦闘が始まると、ハルトマンはパニックに陥ってロスマン機を見失ってしまう。やがてロスマンがハルトマンをサポートするために接近してきたが、彼はそれを敵機の攻撃と誤認し、燃料切れで不時着するまでロスマンの機から必死に逃げ回るという失態を演じ、3日間の飛行禁止、整備作業員の下働きを言い渡された。
配属から一ヶ月ほど経った1942年11月5日、ハルトマンは初撃墜を記録した。機種は「空のコンクリート・トーチカ」と呼ばれたソ連の対地攻撃機、Il-2シュトゥルモヴィークだった。この日、スクランブルで迎撃に上がり、4機編隊の最後尾で索敵していたハルトマンは、真先に敵機を発見したため編隊をリードすることになった。ハルトマンはIl-2の後ろを取るが、相手はあだ名の通り頑丈な機体で、単純に後ろから機銃掃射を浴びせても弾が弾かれてしまう難敵であった。敵機になかなか致命傷を与えられなかったハルトマンは、かつて「シュトゥルモヴィーク・キラー」のアルフレート・グリスラフスキ中尉（133機撃墜）に教えられた「シュトゥルモヴィークの弱点は機首下面のオイル・クーラー」であることを思い出し、敵機の下方に潜り込んでその部分を撃ち抜いて撃墜した。ところがハルトマンは、落ちていく敵機に見とれてその破片を自機に浴び、墜落してしまっている。
2日後、ハルトマンは病気になり4週間入院した。この間に彼は効率的で自分にふさわしい戦闘法を研究する。そして病気が治り実戦に復帰すると、ロスマン曹長のほか、グリスラフスキ中尉、ハンス・ダンマース曹長（113機撃墜）、ヨーゼフ・ツヴェルネマン中尉（126機撃墜）らベテラン・パイロットの2番機を務めながら実戦経験を積み重ね、操縦技術・状況判断・戦闘飛行中の精神のコントロールなど空で生き残るために必須の技量を磨き上げていった。1943年3月にヴァルター・クルピンスキー中尉（197機撃墜）が第7中隊長になると、その2番機となった。そして「観察―決定―攻撃―反復」の戦法を確立していった。

### 撃墜王
ハルトマンは初陣から約5ヶ月後の1943年3月24日までに撃墜スコアを5機に伸ばして功2級鉄十字章を授与され、4月に2番機としての出撃回数が110回に達して2機編隊（ロッテ）の編隊長となる資格を得たが、二桁以上の撃墜数が多い当時のドイツ空軍の中で、まだ目を見張るほどの成績は残してはいなかった。しかし、同年7月のクルスクの戦いでの航空戦で一気に撃墜数を伸ばした。7月、負傷した第7中隊長クルピンスキー中尉の代理となり、8月3日には撃墜数が50に達した。8月19日に撃墜したIl-2の破片を浴びて戦線のソ連側に不時着し、捕虜となったが脱走に成功。翌日、歩いて味方の戦線にたどり着いた。そして8月29日に第9中隊長ベルトホルト・コルツ中尉（113機撃墜）が行方不明になると、第III飛行隊長ギュンター・ラル大尉（275機撃墜）は、9月2日にハルトマンをその後任に任命し、ハルトマンは中尉に昇進した。この後、ハルトマンは驚異的なスピードで撃墜数を積み上げていく。9月20日に100機撃墜を達成、10月29日にスコアを148機に伸ばし、騎士鉄十字章を授与された。この頃、ハルトマンは愛機の機首に黒いチューリップの花弁を描いていたが、ソ連空軍側から「南部の黒い悪魔」として恐れられ、ソ連パイロットは「黒い悪魔」機を見ると逃げてしまい、彼と一緒に飛ぶ4機編隊（シュヴァルム）の撃墜成績が全般的に悪化し、戦果を上げるのに逆効果であることが分かったので、黒いチューリップを消した。するとまた、隊全体の撃墜数が上昇し始めた。
ハルトマンは自分が編隊を指揮する立場になると、僚機（部下）を大切にする戦闘法を集団戦闘にも応用した。具体的には、編隊を2分割し、第1隊が攻撃を加えている時に、残っている第2隊は上空に待機し援護役に回る。そして第1隊が敵機集団への奇襲を終え上空に戻ってきたら、第2隊が攻撃を仕掛けるというものだった。2つの編隊を交互に攻撃させることで効果的に敵機集団を撃破したのである。彼が中隊長を務めた第9中隊は、戦果が大きいことから「エキスパート中隊」とも呼ばれ、戦闘法が集団的に運用された時の戦果と帰還率の高さが周囲から認められていた。
1944年3月2日には202機撃墜の功によりアドルフ・ヒトラー自身から柏葉付騎士鉄十字章を授与、同月18日に大尉。ヒトラー暗殺未遂事件直後の7月24日に、現場となった総統大本営「ヴォルフスシャンツェ（狼の砦）」で239機撃墜により柏葉・剣付騎士鉄十字章授与（授与時には269機撃墜）。8月24日、撃墜数が301機に到達。その翌25日付で柏葉・剣・ダイヤモンド付騎士鉄十字章がヒトラーから授与された。この時、戦闘機隊総監アドルフ・ガーランド少将はハルトマンにターボ・ジェット・エンジンを搭載したMe262実験隊への転属を求めたが、ハルトマンは断った。その後1ヶ月余りの休暇を得、9月10日に幼なじみの恋人だったウルスラ・ペーチュと結婚式を挙げた。
10月には前線に復帰して9./III./JG52に別れを告げ、古巣の7./II./JG52中隊長となった（JG52は部隊改編で1個飛行隊が3個中隊編制から4個中隊編制となり、第7中隊は第III飛行隊から第II飛行隊に移されていた）。上官のII./JG52飛行隊長は、ハルトマンに次ぐ撃墜機数第2位のゲルハルト・バルクホルン少佐（301機撃墜）だった。翌1945年1月（3月とも）にMe262への転換訓練を受け、再びガーランド中将から同機で編制されたエリート部隊第44戦闘団（JV44）への転属を要請されたが、これを拒絶、まもなくJG52へ戻ってしまった。一説には、部隊長のガーランド以下、そうそうたるベテランがそろっているJV44ではハルトマンは22歳の青二才に過ぎず、先輩パイロットの僚機扱いされる事を嫌ったのだともいう。後に彼は、この時転属を受け入れていればソ連に10年以上もの間抑留されて辛酸をなめる事はなかったかもしれない、と後悔を交えて回想している。
東部戦線に復帰したハルトマンは編隊指揮の優秀さを認められ、1945年2月にJG52の第I飛行隊長となり、短期間、I./JG53の飛行隊長代理を務めたが、すぐI./JG52飛行隊長に戻った。しかしながら、大戦末期にはドイツ軍はすでに劣勢であり、以前ほどの戦果はあげられなくなった。それでも、4月17日には撃墜数が350に到達。5月8日にソ連機を1機撃墜し、通算撃墜数を352機とした。同日ドイツが降伏し、彼の戦いも終わりを迎えることになった。初陣以来、2年半強の期間にハルトマンは1405回出撃し、うち825回の空戦機会において352機を撃墜（被撃墜は16回）。また一度も僚友を戦死させず（僚機の撃墜は1度確認されているが、搭乗員は無事生還している）、自身も一度も負傷しなかった。

### 戦後
ソ連占領地内で戦争終結を迎えたハルトマン少佐は、同じく柏葉・剣・ダイヤモンド付騎士鉄十字章受章者のJG52司令ヘルマン・グラーフ大佐（212機撃墜）とともに直ちにドイツに戻りイギリス軍に降伏することを命令されたが、両人は苦楽を共にした部下・隊員家族・避難民などを見捨てて自分たちだけが戻ることをよしとせず、全員で移動し、アメリカ軍に投降した。しかし戦勝国間の取り決めにより5月24日にソ連へ引き渡され、ハルトマンは戦争犯罪人として25年の重労働の判決を受けた。内務人民委員部（NKVD）によって犯罪自白書類へのサインの強制、接収されたMe262に対する情報提供など、ハルトマン本人は終始断固として拒否したものの、NKVDから様々な圧迫、脅迫を受けた。III./JG52でハルトマンの上官だったことがあるギュンター・ラルは、「（帰ってきた時には）目の輝きが消え失せてしまった」と、ハルトマンのソ連抑留体験の過酷さを表現している。

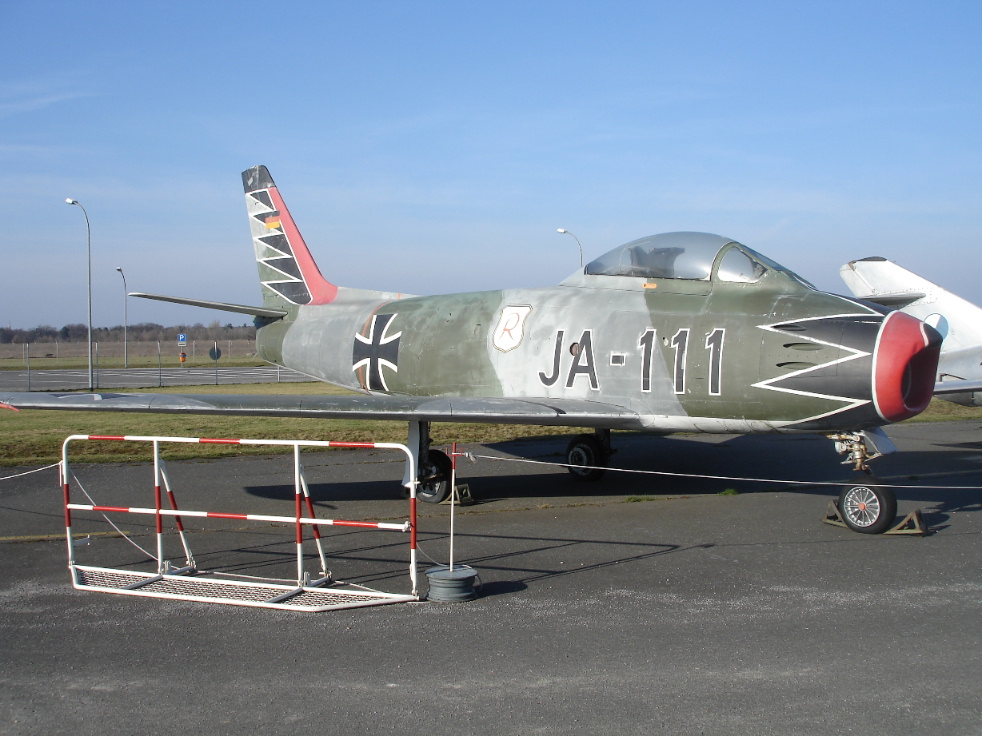
第71戦闘航空団司令時代の乗機F-86セイバー（カナディア社製モデル） 黒いチューリップのマーキングを受け継いでいる

1955年になり、アデナウアー西独首相（当時）のソ連初訪問時に、抑留ドイツ人捕虜全員の釈放を強く申し入れしたことにより、10年半・11ヶ所の収容所に抑留された後、ハルトマンは釈放されるに至った。西ドイツに帰国後、再結成されたドイツ連邦空軍に入隊してジェット戦闘機のパイロットとなる。ラルらと共にアメリカ空軍で研修を受け、帰国後に戦闘爆撃航空団の指揮官を命じられる。しかし、自分には戦闘機しかないと受託を拒否し、暫定的に1958年春にオルテンブルクの戦闘機パイロット学校の副校長に就任。同年6月に空軍部隊最初のジェット戦闘機部隊、第71戦闘航空団「リヒトホーフェン」の戦闘航空団司令に就任。
この間、1957年にハルトマン夫妻の間には女児が誕生している。1945年に長男が誕生していたが1948年に夭折。ソ連抑留中のハルトマンは、一度も長男の顔を見ることはなかった。さらに、父アルフレートも1952年にこの世を去っていた。
1960年には中佐、1967年には大佐に昇進したが、ドイツ空軍がF-104を採用することに強く反対して歯に衣着せぬ批判を行った為に、すでに製造元のロッキード社に導入を確約していた空軍上層部の不興を買い、1970年9月30日、48歳で退役させられる羽目となり、懐柔の意味も込めて退役時には少将に名誉昇進となった。
その後は故郷に住み、民間航空施設や学校などの仕事をしながらFAA（アメリカ連邦航空局）のヴュルテンブルク地区代表をしていた。数年後の1980年には風邪をこじらせて狭心症を患ったものの敢闘精神で六週間で退院したが1993年9月20日、再び狭心症の発作に見舞われ死去。享年71歳。

## 第二次世界大戦での戦闘記録
- 1942年10月：東部戦線、第52戦闘航空団第III飛行隊第7中隊（7./III./JG52）に配属。
- 1942年 10月14日：初出撃。
- 1942年 11月5日：初めて敵機を撃墜するものの近づきすぎていたため破片を浴び不時着。
- 1943年 3月24日：5機撃墜、功2級鉄十字章を授与。
- 1943年 4月：110回出撃で編隊長になる資格を得る。
- 1943年 8月3日：撃墜数が50機に達する。
- 1943年 8月19日：ソ連領内に不時着、ソ連兵に捕まるが脱出に成功し帰還。
- 1943年 9月2日：第9中隊長に任命。コール・サインは「カラヤ・アイン（カラヤ中隊の1番機）」。
- 1943年 10月29日：撃墜数が148機に達し、騎士鉄十字章を受章。
- 1944年 3月2日：202機撃墜数の功で柏葉付騎士鉄十字章受章。
- 1944年 5月：東部戦線崩壊の余波を受け、第52戦闘航空団はクリミアから撤収。
- 1944年 6月：第52戦闘航空団はルーマニアの油田防衛の任に就く。
- 1944年 7月24日：239機撃墜の功で柏葉・剣付騎士鉄十字章受章（受章時には269機撃墜）。
- 1944年 8月23日：撃墜数が291機に達する。
- 1944年 8月24日：第1回目の出撃で6機撃墜。同日、2回目の出撃で撃墜数が301機に達する。
- 1944年 8月25日：柏葉・剣・ダイヤモンド付騎士鉄十字章受章。
- 1945年 1月：ターボ・ジェット・エンジンを搭載した戦闘機Me262への転換訓練を受けるが、1ヶ月でJG52に復帰。
- 1945年 2月：第52戦闘航空団の第I飛行隊長に任命。
- 1945年 4月4日：撃墜数が350機に達する
- 1945年 5月8日：1405回目の最後の出撃。この時もソ連機に奇襲をかけYak-1を1機撃墜し煙に紛れて離脱。一方、誰に撃墜されたのかわからなかったソ連機編隊はたまたま近くを飛行していたアメリカ軍機編隊に攻撃を仕掛け、米ソの同士討ちを演じたという。

同日、ドイツは連合国に降伏したため、ハルトマンは最終撃墜数352機、被撃墜16回で終戦を迎える。

## 戦術

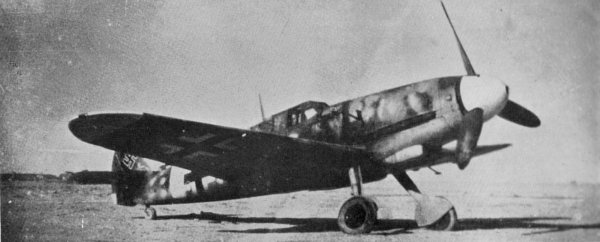
ハルトマンらに供与された戦闘機と同型のBf109G

ハルトマンは「第二次世界大戦で最も撃墜数が多かったエース・パイロット」だが、それはパイロット個人の技量が優れていたというだけではなく、確立された「空中戦闘法」があったからこそ得られた結果である。

### 戦況
東部戦線においてのドイツの戦闘機パイロットは、ハルトマンに限らず驚異的な戦果をあげている。太平洋戦争において日本やアメリカのトップエースで100機以上の撃墜記録を持つ者は極稀であるが、東部戦線でのドイツ空軍の戦闘機パイロットは、100機を撃墜してようやく一人前、一流と呼ばれるには150機からという世界だったのである。ハルトマンの先輩たちは、戦闘機の性能が絶対的に優位な期間に撃墜数を大きく伸ばしていたといえる。その理由には以下のものが挙げられる。
1. 戦闘空域までの距離が短く一日に何度も出撃できた（対して海戦が大半を占めた太平洋戦線では、連日の出撃すら稀である）
2. ソ連軍機の数はドイツ軍より多数であったが技術及び戦術的練度が低い上、地上部隊との直協任務を主体としており低空を飛んでいることが多いため、ベテランパイロットからすれば落としやすい相手だった。
3. ソ連軍機は雑多な機体の寄せ集めで旧式機が多く、それに対してドイツ軍機は、高性能のメッサーシュミットBf109でほぼ統一されていた。
4. 東部戦線は陸上で至近距離の戦闘であり、撃墜された場合にも脱出、あるいは不時着し、徒歩で帰還可能であり、何度も再戦できた。機体についても回収可能であれば同様である。被弾した機体のパイロットもそれを意図して、飛行継続可能であっても早々に不時着し、それら機体も撃墜数として数えられた（対して太平洋戦線では、洋上で撃墜された場合、生還の可能性は極めて低い。被弾したパイロットも飛行継続可能であれば、何とか帰還しようとし、撃墜数には数えられない）。

それに対してハルトマンが実戦部隊に配属された1942年末には、ソ連も新鋭機を続々と投入するまでに盛り返しており、緒戦で高性能を誇ったBf109も徐々に陳腐化しており（新型機であるフォッケウルフ Fw190の実戦投入も行われた）、戦闘機の性能上の優位はそれほどなくなっていた。それにもかかわらずそれからわずか2年半で、20歳を過ぎたばかりの若年パイロットでありながら、Bf109を駆って352機撃墜という不滅の記録を達成したのである。
ただ、1.と4.の事情は1942年以降も同様であり、ハルトマンは初出撃の際、燃料切れで不時着し、また撃墜した敵機の破片を浴びてソ連戦線内に不時着してソ連兵に捕まったこともあるが、脱出して徒歩で生還して再戦の機会を得ている。

### 戦闘アプローチ
初陣の小隊リーダー機ロスマン曹長の強い影響を受けたハルトマンは「観察―決定―攻撃―反復」というモットーを持っていた。敵を観察し、攻撃をどのように進めるかを決定し、攻撃を行い、その後、状況を再評価し反復していた。
初期の戦闘では小隊長のロスマン曹長の強い影響から、僚機を絶対に見捨てないことを教わった。次に、ロスマン曹長の後のクルピンスキ中隊長からは、敵機に確実に弾を当てる為に近接射撃の有効性を知った。さらにこの戦闘法をより洗練させるため、索敵して発見した敵機編隊（主に低空侵入してくるソ連空軍地上攻撃機隊と上空で攻撃機の護衛をする戦闘機の混合部隊）に気付かれずに接近する方法（雲や逆光を利用する）、どれだけ自機と敵機の高度差を取るか、どのようなタイミングでダイブを仕掛けて攻撃を加えるのが最大戦果を生むか、その後に編隊指揮者になってからは、どうすれば僚機の損失を抑えられるかといった戦術の問題点を洗い出しながら、様々なシチュエーションによる攻撃方法と不確定要素への対策を検討し、戦果を拡大する半面僚機の損失を抑えた。彼は以後この戦闘法に徹し、ドイツ敗北までの1405回の出撃を果たした。また、養成期間ですでに明らかになったように、ハルトマンは射撃技術に秀でていたため、遠距離からの射撃で敵を撃墜して編隊を混乱させ、一航過で複数機を撃墜する特技も発揮した。またBf109戦闘機のエンジンの特性を生かしたマイナスＧでの旋回による離脱を切り札として編み出した。

### 撃墜内容
上述の通り1942年末からは、ソ連軍も次々と新鋭機を投入していた時期である。ハルトマンの撃墜内容については、ドイツにある彼の個人戦闘記録やJG52の戦闘記録等により判明している範囲ではLa-5が一番多く85機、P-39が29機で二番目に多い。この他にYak-1（9機）、Yak-7（8機）やソ連パイロットから「保証付き木製棺桶」(лакированный гарантированный гроб)と言われ、粗製乱造によって額面通りの性能が出ない木製戦闘機LaGG-3（7機）等が続く。また対爆撃機攻撃は苦手としており、西部戦線への配属がなかったこともあって4発重爆は1機も落としたことが無く、どんなに地上部隊が苦戦していても落とすのが難しいIl-2にはあまり手を出さなかった（6機撃墜）。ただし、当然ながらハルトマンのためにわざわざソ連が低性能機を選んで差し向ける事などあろうはずがなく、相対する敵から撃墜しやすい機体を選んで攻撃する事も、相応の技量を要する。また苦手な戦術を採らないのも、戦闘機乗りとしてひとつの見識である。なおハルトマンは高性能機であるP-51Dを撃墜していると主張しているが、機体番号及びパイロットの氏名が不明であるため裏付けが取れていない。

### 信条
ハルトマンは「僚機を失った者は戦術的に負けている」ことを教訓として指摘している。また彼は、妻のウルスラへの手紙の中で「自分は歴代最高の撃墜数よりも、一度も僚機を失わなかったことの方を誇りに思っている」と語っている。

## 逸話
- 語学に堪能でロシア語、フランス語はドイツ語と同じく流暢であったといい、また英語も話した。
- イケメンとして知られ、休暇に街に繰り出せば女性たちから黄色い声が上がったが、婚約者ウルスラがいたため手を出さなかった。戦友たちはハルトマンについて行ったことでおいしい思いをし、中にはそのままゴールインした者もいた。
- 戦闘で負傷することなく戦い続けたハルトマンだが、撃墜されソ連兵の捕虜になるも、負傷者のふりをして隙を見て逃げ出し、自軍戦線に徒歩で帰還したところ、歩哨にソ連兵と間違われ発砲され、銃弾は幸いにもズボンだけを貫通しただけで済んだ事がある。
- 西ドイツ空軍がF-104を導入した際、懐疑的な見方を示した事で知られる。理由としてはドイツ空軍の若いパイロット達がこの機体を採択して乗りこなすには、まだ多くの経験とノウハウの蓄積が必要であるという見解であり、F-100、F-102でアフターバーナーなど先進技術を習得してからF-104に段階的に移行すべきだと論じた。しかし、この意見は政治的問題から却下され、晩年空軍上層部から忌避される原因の一つとなった。だが、実際、導入後の西ドイツではF-104の事故が多発し、「未亡人製造機」と揶揄される程の事態となり、ハルトマンの見識が証明される結果となった。
- 西ドイツ空軍の人事評価は最悪に近いものであり組織人幕僚的なセンスは低かった。
- 柏葉付騎士鉄十字章を授与される際に、移動中の列車で車掌から振舞われた酒で度を越した飲酒を行った。授賞式が行われるのはヒトラーの山上の別荘「鷲の巣」であり、自動車に乗り換える必要があるが、その際にヒトラーの空軍担当上級副官ビューロー少佐の命令で、酔い覚ましの為に氷点下の中をオープンカーで送り届けられた。しかし完全に酔いはさめておらず「鷲の巣」の玄関のいすの上にあった帽子をおどけて被って仲間を笑わせ、総統の帽子であると副官に取り上げられるという「茶目っ気」を発揮した。その後、同じ副官に柏葉・剣・ダイヤモンド付騎士鉄十字章を授与される際、ヒトラー暗殺防止のため拳銃をハルトマンが所持することを拒絶されると「前線の空軍士官が信用できないなら、授賞を辞退する。」と申し出て結局ピストルを会場まで携行した。戦争の推移と、ハルトマンを表す逸話とされている。
- 悪天候の中で経験未熟なパイロットが多数出撃させられ、多大な犠牲を出した事に対して、国家元帥ヘルマン・ゲーリングに抗議の手紙を送りつけたという。
- 上官であったゲルハルト・バルクホルンが自動車事故で亡くなったため、晩年は自動車の運転を控えていた。